# 国王广场 (巴塞罗那)

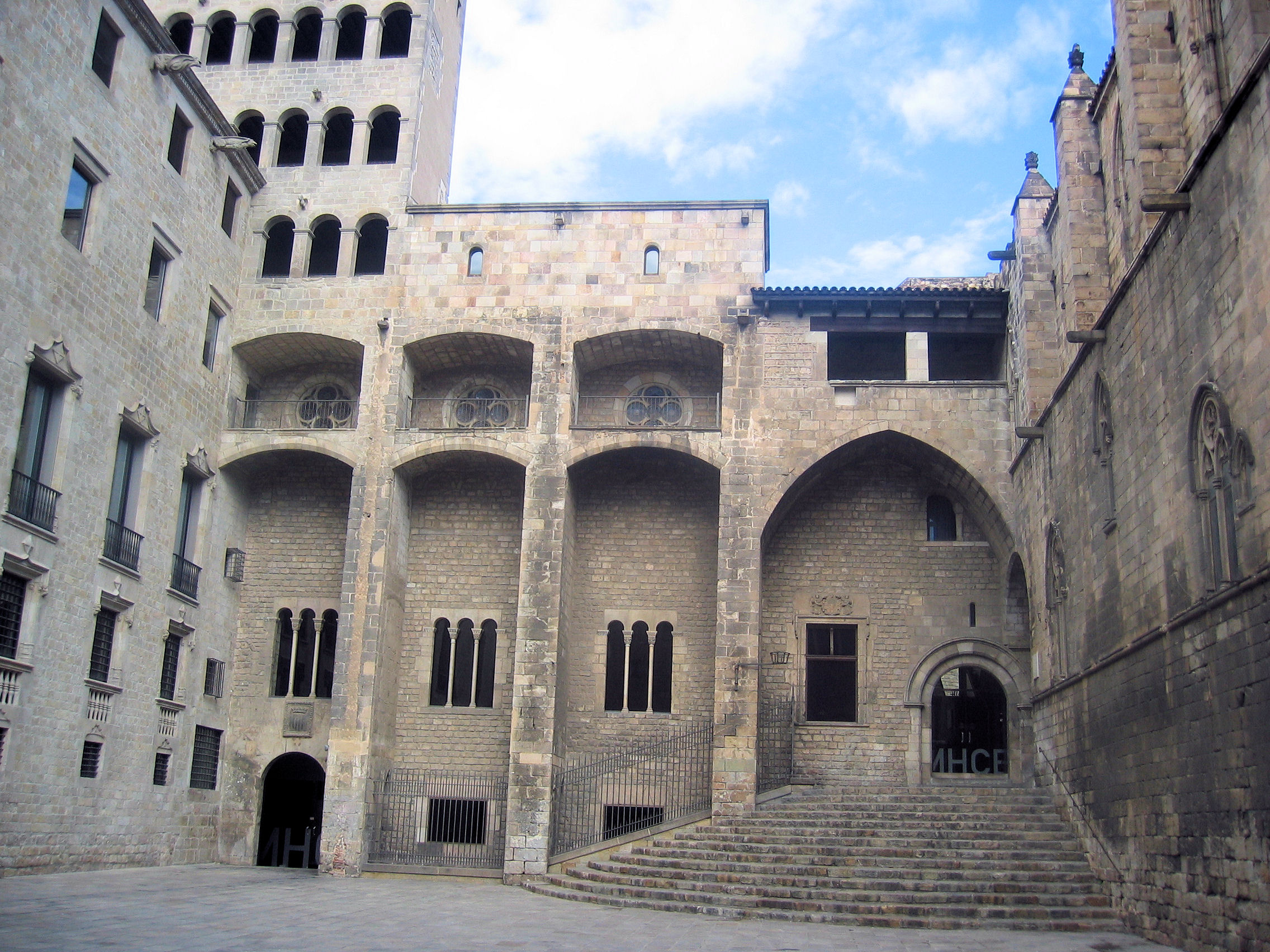
国王广场北侧，王宫立面

国王广场（Plaça del Rei）是巴塞罗那一个宏伟的广场，位于哥特区，广场四周被哥特式和文艺复兴建筑所包围，只有西南侧通往巴塞罗那主教座堂。广场北侧为大王宫（Palau Reial Major），左侧的哥特式塔楼，是俯瞰中世纪城区的好地方，右侧的阶梯通往广场东侧的Tinell Hall（Saló del Tinell）和圣亚加大小堂（capella de Santa Àgata）。东南侧为巴塞罗那城市历史博物馆（Museu d'Història de la Ciutat de Barcelona），一座哥特式建筑。西侧是16世纪文艺复兴建筑Palau del Lloctinent。

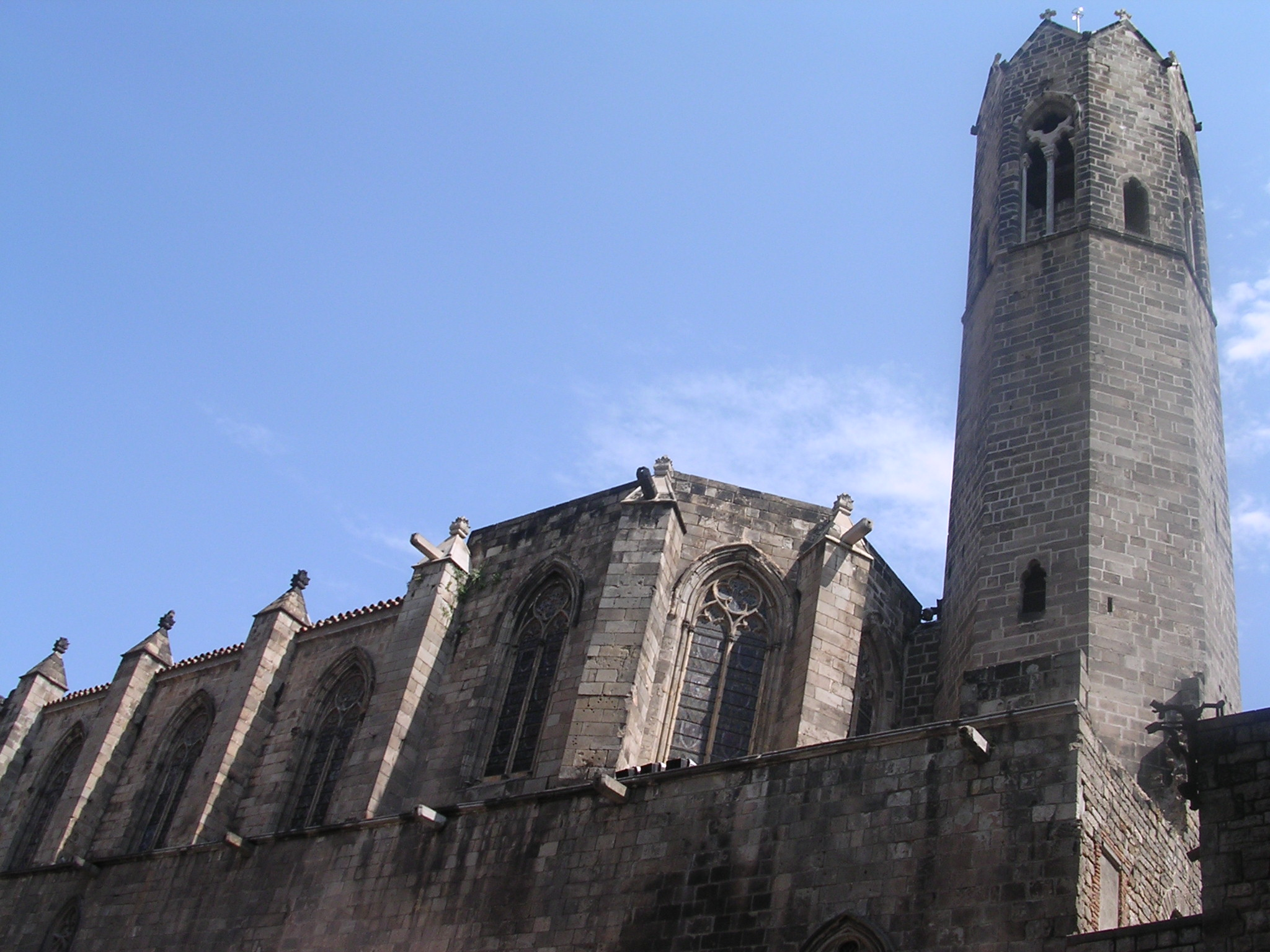
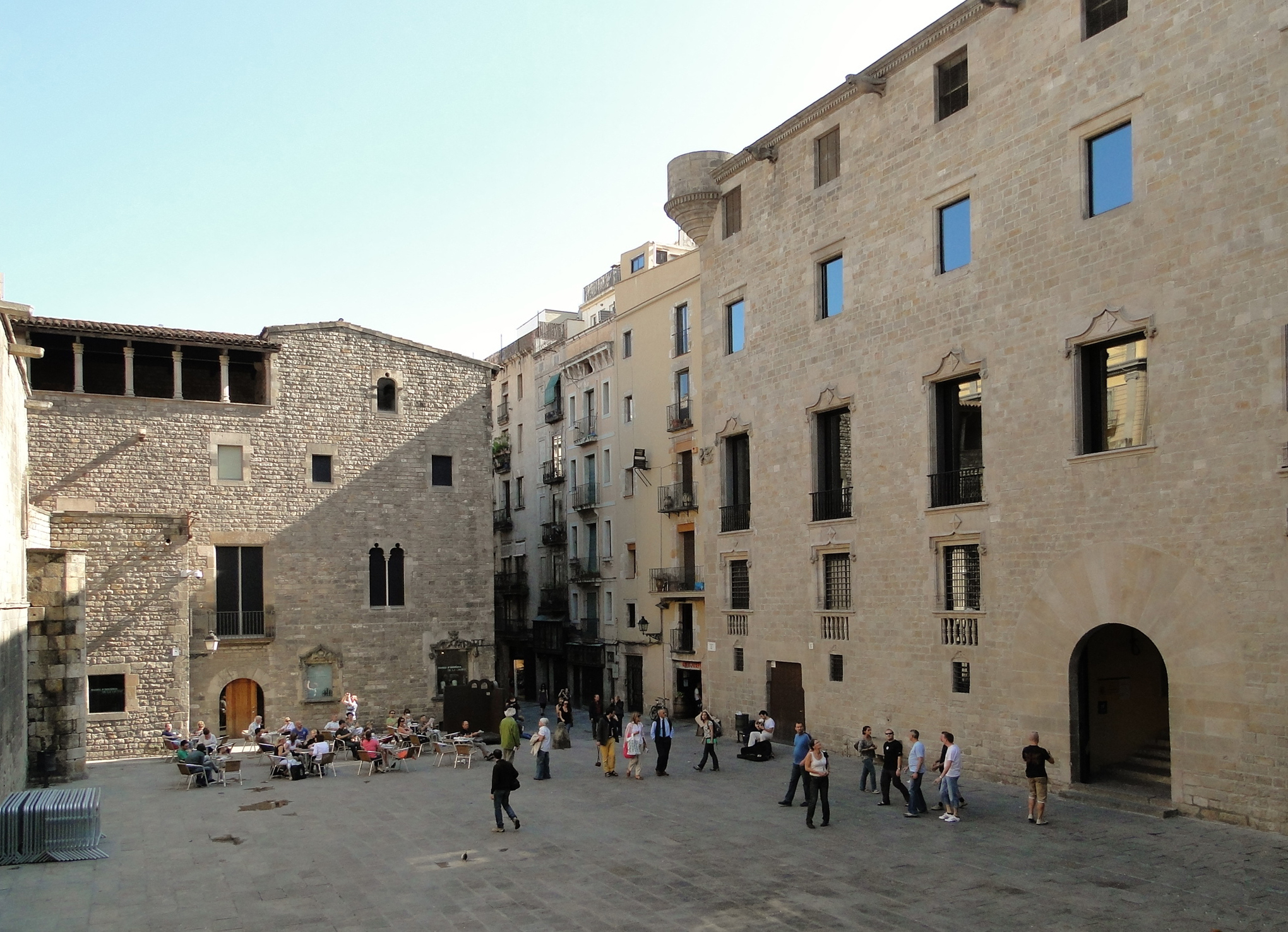
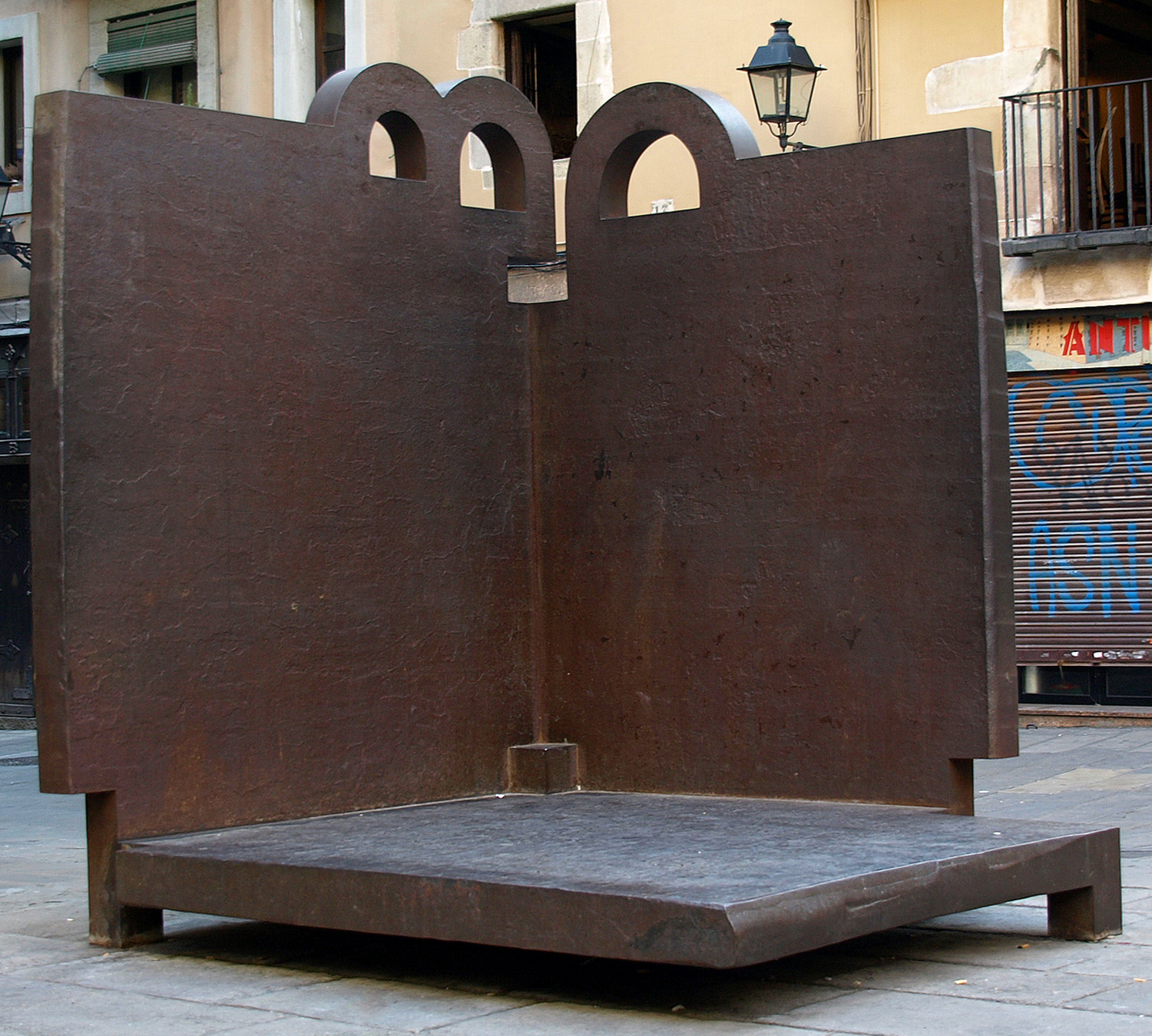
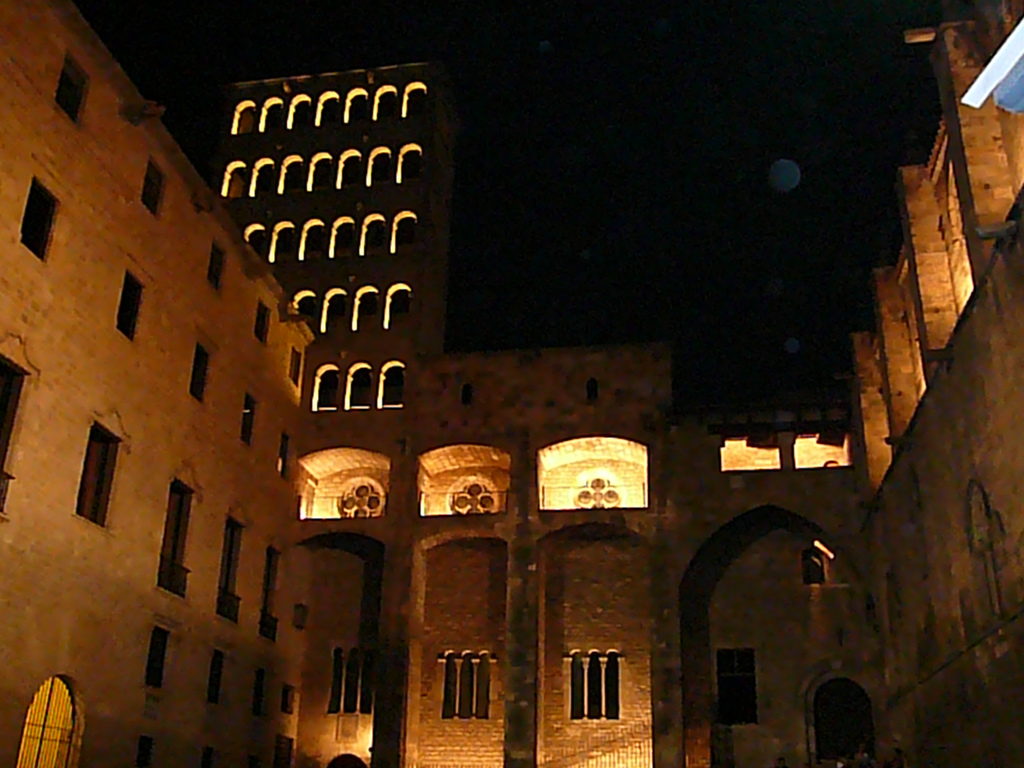